# Rhinorex
Rhinorex condrupus is een plantenetende ornithischische dinosauriër, behorend tot de Euornithopoda, die tijdens het late Krijt leefde in het gebied van het huidige Noord-Amerika.

## Vondst en naamgeving
In 1992 ontdekten de geologiestudenten Brian Anderson en Roger Wagerle van de University of California bij de Book Cliffs van de Thompson Canyon in Grand County, Utah een groeve met fossielen. Die werden, samen met Mary Droser en Reese Barrick opgegraven onder supervisie van Ken Stadtman van de Brigham Young University welk instituut de fossielen aan zijn collectie zou toevoegen. Er werd een voet gevonden van een tyrannosauride maar ook botten van een nog onbekende hadrosauride. Van die laatste vond men vooral de aangetroffen uitgebreide huidafdrukken interessant die in 1999 apart werden beschreven. In 2012 werd het exemplaar aangeduid als een Gryposaurus sp. nov. dus als een nieuwe soort, species nova, van Gryposaurus.
In 2014 werd op basis van het specimen de typesoort Rhinorex condrupus benoemd en beschreven door Terry Gates en Rodney Scheetz. De geslachtsnaam is afgeleid van het Oudgrieks ῥίς, rhis, "neus", en het Latijnse rex, "koning", een verwijzing naar de grote neus van de soort. De soortaanduiding is afgeleid van het Latijn condere, "begraven", en rupes, "klip", een verwijzing naar de Book Cliffs.
Het holotype, BYU 13258, is gevonden in een laag van de Neslenformatie die dateert uit het Campanien en ongeveer 75,88 of 75,15 miljoen jaar oud is, afhankelijk van de gebruikte dateringsmethode. Het bestaat uit een gedeeltelijk skelet met schedel. Alleen de schedel was in 2014 geprepareerd en vormde de basis van de beschrijving. Van het postcraniaal skelet ontbreken de poten. Delen van de wervelkolom en het bekken zijn in ieder geval aanwezig.

## Beschrijving
Rhinorex is een middelgrote hadrosauride met een lengte van ongeveer zes meter.
De beschrijvers wisten enkele onderscheidende kenmerken vast te stellen. Twee daarvan zijn unieke afgeleide eigenschappen autapomorfieën. De onderste achterste tak van de praemaxilla heeft op het midden van de binnenkant een lichte verbreding naar boven toe. De onderste voorste tak van het neusbeen lijkt op een vishaak in zoverre hij driehoekig is, breed en een kleine naar boven gerichte bult bezit.
Daarnaast is er een unieke combinatie van op zich niet unieke eigenschappen. Net als bij Gryposaurus loopt de achterste onderste tak van de praemaxilla niet naar achteren toe naar binnen uit. Net als bij Gryposaurus monumentensis heeft het ploegschaarbeen een langwerpige uitholling op het contact tussen de voorste en de achterste tak. Net als bij Gryposaurus is de uitholling rond het neusgat aan de achterste bovenhoek geleidelijk ingekorven en boven de voorste helft van het traanbeen gelegen. Aan de achterste bovenhoek van de uitholling rond het neusgat ligt een grote ruwe bult. Er bevinden zich kleine benige uitstulpingen aan de voorste bovenrand van het neusbeen die naar achteren in grootte toenemen net als bij een specimen van Gryposaurus notabilis, AMNH 5350. Het neusbeen heeft op de achterkant geen massieve verheven kam. De tak van het jukbeen die naar het postorbitale loopt, staat net als bij Kritosaurus haaks op het hoofdlichaam. Net als bij Kritosaurus navajovius waar deze ratio 0,7 bedraagt, is de schedel hoog, met een hoogte van 75% van de lengte. Net als bij Kritosaurus maken zowel de balk tussen de bovenste slaapvensters als het voorhoofdsbeen naar achteren oplopend een hoek van 40° met het horizontale vlak.

## Fylogenie
Rhinorex is binnen de Hadrosauridae in de Saurolophinae geplaatst, vrij basaal als zustersoort van de soorten van het geslacht Gryposaurus. Zuiver morfologisch, dus wat zijn bouw betreft, stond Rhinorex iets dichter bij Kritosaurus.
Rhinorex leefde wellicht gelijktijdig met Gryposaurus monumentensis die 250 kilometer verderop in Utah gevonden is. De beschrijvers suggereerden voorzichtig dat het soortonderscheid het gevolg zou kunnen zijn van een verschillende habitat daar Rhinorex in een kustmoeras gevonden is en de andere soort in een hogere rivierafzetting. 